# بوبي ميتشيل (لاعب كرة قاعدة)
بوبي ميتشيل (بالإنجليزية: Bobby Mitchell)‏ هو لاعب كرة قاعدة أمريكي، ولد في 7 أبريل 1955 في مدينة سولت ليك في الولايات المتحدة.

## وصلات خارجية
- بوبي ميتشيل على موقعبيزبول رفرنس.كوم (الدوري الرئيسي) (الإنجليزية)
- بوبي ميتشيل على موقعبيزبول رفرنس.كوم (الدوري الثانوي) (الإنجليزية)
- بوبي ميتشيل على موقع إي إس بي إن.كوم (أم.أل.بي) (الإنجليزية)
- بوبي ميتشيل على موقع مشجعي الرسوم البيانية (الإنجليزية)